# Micranthes
Micranthes là một chi thực vật có hoa trong họ Saxifragaceae.